# Frillesås socken
Frillesås socken i Halland ingick i Fjäre härad, ingår sedan 1974 i Kungsbacka kommun och motsvarar från 2016 Frillesås distrikt.
Socknens areal är 45,75 kvadratkilometer, varav 43,93 land. År 2000 fanns här 1 985 invånare. I socknen finns tätorten Frillesås med Rya kyrka och fem kilometer öster därom ligger sockenkyrkan Frillesås kyrka.  

## Administrativ historik
Frillesås socken har medeltida ursprung.
Vid kommunreformen 1862 övergick socknens ansvar för de kyrkliga frågorna till Frillesås församling och för de borgerliga frågorna till Frillesås landskommun.  Landskommunen uppgick 1952 i Löftadalens landskommun som sedan 1974 uppgick i Kungsbacka kommun.
1 januari 2016 inrättades distriktet Frillesås, med samma omfattning som församlingen hade 1999/2000.  
Socknen har tillhört fögderier och domsagor enligt Fjäre härad. De indelta båtsmännen tillhörde Norra Hallands första båtsmanskompani.

## Geografi
Frillesås socken ligger innanför Vendelsöfjorden kring Löftaån och med Stora Hornsjön i öster. Socknen består av dalgångsbygd utmed Loftaån och bergsområden däromkring. Stora Hornsjön delas med Idala socken i Kungsbacka kommun, Horreds socken i Marks kommun och Veddige socken i Varbergs kommun.
En sätesgård var Älekärrs säteri.

## Fornlämningar
Från stenåldern finns boplatser och från bronsåldern stensättningar. Från järnåldern finns enstaka gravar.

## Namnet
Namnet (1559 Fridlessos) kommer från kyrkbyn. Förleden innehåller sannolikt mansnamnet Frithlef. Efterleden är ås syftande på höjdsträckningen norr om den gamla kyrkplatsen.

## Befolkningsutveckling
| Befolkningsutvecklingen i Frillesås socken 1750–1990                                                    | Befolkningsutvecklingen i Frillesås socken 1750–1990 | Befolkningsutvecklingen i Frillesås socken 1750–1990 | Befolkningsutvecklingen i Frillesås socken 1750–1990 | Befolkningsutvecklingen i Frillesås socken 1750–1990 |
| --- | ---------------------------------------------------- | ---------------------------------------------------- | ---------------------------------------------------- | ---------------------------------------------------- |
| |                                                      |                                                      |                                                      |                                                      |
| År |                                                      |                                                      | Folkmängd                                            |                                                      |
| 1750 | 1750                                                 |                                                      | 671                                                  |                                                      |
| 1760 | 1760                                                 |                                                      | 663                                                  |                                                      |
| 1769 | 1769                                                 |                                                      | 747                                                  |                                                      |
| 1780 | 1780                                                 |                                                      | 736                                                  |                                                      |
| 1790 | 1790                                                 |                                                      | 688                                                  |                                                      |
| 1800 | 1800                                                 |                                                      | 687                                                  |                                                      |
| 1810 | 1810                                                 |                                                      | 887                                                  |                                                      |
| 1820 | 1820                                                 |                                                      | 916                                                  |                                                      |
| 1830 | 1830                                                 |                                                      | 1 007                                                |                                                      |
| 1840 | 1840                                                 |                                                      | 1 105                                                |                                                      |
| 1850 | 1850                                                 |                                                      | 1 235                                                |                                                      |
| 1860 | 1860                                                 |                                                      | 1 302                                                |                                                      |
| 1870 | 1870                                                 |                                                      | 1 318                                                |                                                      |
| 1880 | 1880                                                 |                                                      | 1 285                                                |                                                      |
| 1890 | 1890                                                 |                                                      | 1 195                                                |                                                      |
| 1900 | 1900                                                 |                                                      | 1 159                                                |                                                      |
| 1910 | 1910                                                 |                                                      | 1 071                                                |                                                      |
| 1920 | 1920                                                 |                                                      | 993                                                  |                                                      |
| 1930 | 1930                                                 |                                                      | 910                                                  |                                                      |
| 1940 | 1940                                                 |                                                      | 852                                                  |                                                      |
| 1950 | 1950                                                 |                                                      | 913                                                  |                                                      |
| 1960 | 1960                                                 |                                                      | 913                                                  |                                                      |
| 1970 | 1970                                                 |                                                      | 1 000                                                |                                                      |
| 1980 | 1980                                                 |                                                      | 1 446                                                |                                                      |
| 1990 | 1990                                                 |                                                      | 1 763                                                |                                                      |
| Anm: Källor: Umeå universitet - Tabellverket 1749-1859, Demografiska databasen, CEDAR, Umeå universitet |                                                      |                                                      |                                                      |                                                      |